# Hybomitra angolensis
Hybomitra angolensis är en tvåvingeart som först beskrevs av Travassos Dias 1964.  Hybomitra angolensis ingår i släktet Hybomitra och familjen bromsar.
Artens utbredningsområde är Seychellerna. Inga underarter finns listade i Catalogue of Life.